# Puchar Europy w hokeju na lodzie kobiet 2013/2014
10. edycja Pucharu Europy kobiet rozgrywany będzie od 18 października 2013 roku do 16 marca 2014 roku.
Szesnaście drużyn, które wywalczyły tytuły mistrzowskie w swoich ligach krajowych zostało podzielonych na cztery grupy po cztery zespoły. Zwycięzcy grup awansują do drugiej rundy, w której rywalizować będą w dwóch grupach z czterema zespołami rozstawionymi. 
W grupie C uczestniczyła drużyna mistrza Polski, Polonii Bytom, która przegrała wszystkie spotkania i zajęła ostatnie miejsce w grupie.
Zwycięzcą została rosyjska drużyna HK Tornado, która po raz czwarty w historii zwyciężyła w tych rozgrywkach.

## I runda

### Grupa A
Mecze I rundy grupy A odbyły się w dniach 18-20 października 2013 w Neuilly-sur-Marne we Francji.
| 18 października 2013 | ESC Planegg | 9:1 | Bracknell Queen Bees | Patinoire Municipale, Neuilly-sur-Marne |

| Szczegóły      | Szczegóły | Szczegóły       | Szczegóły            | Szczegóły                                                                                                  |
| -------------- | --- | --------------- | -------------------- | --- |
| Godzina: 15:00 | B. Ammerman (EQ) 13:41 R. Richter (EQ) 19:07 I. Strohmair (EQ) 21:53 J. Zorn (EQ) 27:39 K. Spielberger (EQ) 34:47 T. Lan Yee Chiu (EQ) 38:53 B. Karpf (EQ) 41:06 B. Ammerman (EQ) 46:29 B. Karpf (EQ) 53:12 | (2:0, 4:1, 3:0) | 36:45 (EQ) C. Newman | Widzów: 128 Sędzia główny: Katalin Gernyi Sędziowie liniowi: Anne Sophie Boniface Sueva Torribio Rousselin |
| Godzina: 15:00 | 2 min. kar |                 | 10 min. kar          | Widzów: 128 Sędzia główny: Katalin Gernyi Sędziowie liniowi: Anne Sophie Boniface Sueva Torribio Rousselin |

| 18 października 2013 | HC Neuilly sur Marne | 10:0 | SADH Majadahonda | Patinoire Municipale, Neuilly-sur-Marne |

| Szczegóły      | Szczegóły | Szczegóły       | Szczegóły  | Szczegóły                                                                                 |
| -------------- | --- | --------------- | ---------- | ----------------------------------------------------------------------------------------- |
| Godzina: 20:00 | E. Duvin (EQ) 15:10 J. Dempsey (SH) 19:46 J. Dempsey (SH) 20:28 A. Wrembel (EQ) 22:45 G. Gendarme (PP) 23:48 C. Debuquet (EQ) 27:18 J. Dempsey (EQ) 39:33 E. Duvin (EQ) 42:59 J. Dempsey (EQ) 48:48 C. Debuquet (PP) 54:02 | (2:0, 5:0, 3:0) |            | Widzów: 234 Sędzia główny: Ramune Maleckiene Sędziowie liniowi: Charlotte Girard Amy Lack |
| Godzina: 20:00 | 18 min. kar |                 | 8 min. kar | Widzów: 234 Sędzia główny: Ramune Maleckiene Sędziowie liniowi: Charlotte Girard Amy Lack |

| 19 października 2013 | SADH Majadahonda | 0:21 | ESC Planegg | Patinoire Municipale, Neuilly-sur-Marne |

| Szczegóły      | Szczegóły  | Szczegóły        | Szczegóły | Szczegóły                                                                                 |
| -------------- | ---------- | ---------------- | --- | ----------------------------------------------------------------------------------------- |
| Godzina: 15:00 |            | (0:4, 0:6, 0:11) | 04:44 (EQ) I. Strohmair 05:05 (EQ) J. Zorn 07:16 (EQ) K. Spielberger 19:44 (EQ) B. Ammerman 23:06 (EQ) J. Zorn 29:49 (EQ) J. Zorn 33:27 (EQ) K. Ketcher 34:48 (EQ) K. Spielberger 36:02 (EQ) K. Ketcher 39:08 (EQ) M. Bittner 41:53 (EQ) I. Strohmair 42:01 (EQ) S. Kratzer 45:26 (EQ) B. Ammerman 45:50 (EQ) T. Lan Yee Chiu 47:41 (EQ) J. Zorn 50:33 (EQ) B. Ammerman 51:19 (EQ) K. Spielberger 53:57 (EQ) J. Zorn 55:52 (SH) K. Ketcher 58:32 (PP) M. Bittner 58:44 (EQ) K. Spielberger | Widzów: 75 Sędzia główny: Katalin Gernyi Sędziowie liniowi: Anne Sophie Boniface Amy Lack |
| Godzina: 15:00 | 6 min. kar |                  | 4 min. kar | Widzów: 75 Sędzia główny: Katalin Gernyi Sędziowie liniowi: Anne Sophie Boniface Amy Lack |

| 19 października 2013 | Bracknell Queen Bees | 0:10 | HC Neuilly sur Marne | Patinoire Municipale, Neuilly-sur-Marne |

| Szczegóły      | Szczegóły   | Szczegóły       | Szczegóły | Szczegóły                                                                                            |
| -------------- | ----------- | --------------- | --- | --- |
| Godzina: 20:00 |             | (0:3, 0:3, 0:4) | 00:39 (EQ) J. Dempsey 06:55 (PP) C. Cleret 14:11 (EQ) A. Obre 24:01 (EQ) E. Duvin 30:02 (EQ) C. Debuquet 33:10 (PP) G. Gendarme 48:12 (EQ) A. Wrembel 48:33 (EQ) L. Peronnin 50:13 (EQ) J. Dempsey 59:21 (EQ) C. Cleret | Widzów: 275 Sędzia główny: Debby Hengst Sędziowie liniowi: Charlotte Girard Sueva Torribio Rousselin |
| Godzina: 20:00 | 10 min. kar |                 | 6 min. kar | Widzów: 275 Sędzia główny: Debby Hengst Sędziowie liniowi: Charlotte Girard Sueva Torribio Rousselin |

| 20 października 2013 | SADH Majadahonda | 2:6 | Bracknell Queen Bees | Patinoire Municipale, Neuilly-sur-Marne |

| Szczegóły      | Szczegóły                                     | Szczegóły       | Szczegóły | Szczegóły                                                                                                 |
| -------------- | --------------------------------------------- | --------------- | --- | --- |
| Godzina: 14:00 | A. Mihalikova (EQ) 30:56 M. Gurrea (EQ) 48:27 | (0:2, 1:4, 1:0) | 06:38 (EQ) J. Curtis 16:21 (EQ) C. Newman 27:43 (PP) L. Ganney 32:13 (EQ) L. Ganney 32:41 (EQ) N. Aldridge 35:06 (EQ) N. Aldridge | Widzów: 144 Sędzia główny: Ramune Maleckiene Sędziowie liniowi: Charlotte Girard Sueva Torribio Rousselin |
| Godzina: 14:00 | 12 min. kar                                   |                 | 14 min. kar | Widzów: 144 Sędzia główny: Ramune Maleckiene Sędziowie liniowi: Charlotte Girard Sueva Torribio Rousselin |

| 20 października 2013 | HC Neuilly sur Marne | 1:7 | ESC Planegg | Patinoire Municipale, Neuilly-sur-Marne |

| Szczegóły      | Szczegóły             | Szczegóły       | Szczegóły | Szczegóły                                                                                |
| -------------- | --------------------- | --------------- | --- | ---------------------------------------------------------------------------------------- |
| Godzina: 18:00 | J. Dempsey (EQ) 03:07 | (1:2, 0:0, 0:5) | 00:32 (EQ) B. Ammerman 16:43 (SH) I. Strohmair 43:44 (PP) K. Spielberger 44:12 (EQ) K. Ketcher 51:01 (EQ) J. Zorn 52:02 (PP) B. Ammerman 57:46 (EQ) M. Bittner | Widzów: 395 Sędzia główny: Debby Hengst Sędziowie liniowi: Anne Sophie Boniface Amy Lack |
| Godzina: 18:00 | 8 min. kar            |                 | 14 min. kar | Widzów: 395 Sędzia główny: Debby Hengst Sędziowie liniowi: Anne Sophie Boniface Amy Lack |

Tabela

| Lp. | Zespół               | M | Pkt | Z | WpD | PpD | P | G+ | G- | +/- |
| --- | -------------------- | - | --- | - | --- | --- | - | -- | -- | --- |
| 1   | ESC Planegg          | 3 | 9   | 3 | 0   | 0   | 0 | 37 | 2  | +35 |
| 2   | HC Neuilly sur Marne | 3 | 6   | 2 | 0   | 0   | 1 | 21 | 7  | +14 |
| 3   | Bracknell Queen Bees | 3 | 3   | 1 | 0   | 0   | 2 | 7  | 21 | -14 |
| 4   | SADH Majadahonda     | 3 | 0   | 0 | 0   | 0   | 3 | 2  | 37 | -35 |

W turnieju grupy A zwyciężyła drużyna ESC Planegg i uzyskała awans do drugiej rundy (Grupa E).

### Grupa B
Mecze I rundy grupy B odbyły się w dniach 18-20 października 2013 w Lipawie na Łotwie.
| 18 października 2013 | Pantera Mińsk | 5:13 | HSC Csíkszereda | Ice Arena Liepājas Metalurgs, Lipawa |

| Szczegóły      | Szczegóły                                                                                               | Szczegóły       | Szczegóły | Szczegóły                                                                                |
| -------------- | --- | --------------- | --- | ---------------------------------------------------------------------------------------- |
| Godzina: 16:00 | U. Voitsik (EQ) 00:15 A. Kavalenka (EQ) 03:41 K. Loi (EQ) 29:52 K. Loi (EQ) 31:49 U. Voitsik (EQ) 40:57 | (2:7, 2:5, 1:1) | 01:54 (EQ) M. Vancsa 04:33 (EQ) E. Zerkula 05:34 (EQ) M. Popescu 11:53 (EQ) I. Sandor 12:01 (EQ) E. Zerkula 14:07(EQ) A. Oprea 14:48 (EQ) A. Csiszer 26:09 (EQ) E. Zerkula 32:34 (EQ) I. Sandor 33:39 (EQ) M. Popescu 34:04 (EQ) A. Barta 39:50 (EQ) I. Sandor 44:05 (EQ) M. Popescu | Widzów: 70 Sędzia główny: Maija Kontturi Sędziowie liniowi: Ida Annestad Sintija Greiere |
| Godzina: 16:00 | 6 min. kar                                                                                              |                 | 8 min. kar | Widzów: 70 Sędzia główny: Maija Kontturi Sędziowie liniowi: Ida Annestad Sintija Greiere |

| 18 października 2013 | Laima Riga | 0:3 | Aisulu Ałmaty | Ice Arena Liepājas Metalurgs, Lipawa |

| Szczegóły      | Szczegóły  | Szczegóły       | Szczegóły                                                             | Szczegóły                                                                                         |
| -------------- | ---------- | --------------- | --------------------------------------------------------------------- | ------------------------------------------------------------------------------------------------- |
| Godzina: 19:30 |            | (0:2, 0:1, 0:0) | 06:03 (EQ) D. Moldabai 15:54 (EQ) J. Legasse 38:27 (EQ) G. Nurgalieva | Widzów: 110 Sędzia główny: Tonje Iren Fallo Sędziowie liniowi: Marine Dinant Maria Rabyee Fuchsel |
| Godzina: 19:30 | 6 min. kar |                 | 4 min. kar                                                            | Widzów: 110 Sędzia główny: Tonje Iren Fallo Sędziowie liniowi: Marine Dinant Maria Rabyee Fuchsel |

| 19 października 2013 | Aisulu Ałmaty | 19:0 | Pantera Mińsk | Ice Arena Liepājas Metalurgs, Lipawa |

| Szczegóły      | Szczegóły | Szczegóły       | Szczegóły  | Szczegóły                                                                                  |
| -------------- | --- | --------------- | ---------- | ------------------------------------------------------------------------------------------ |
| Godzina: 15:30 | M. Ryspek (EQ) 02:41 L. Ibramigova (EQ) 03:06 L. Ibramigova (EQ) 09:22 C. M. Sharun (SH) 12:12 K. Felzink (SH) 12:33 R. Cruickshank (EQ) 13:56 K. M. Mihalcheon (EQ) 14:07 R. Cruickshank (PP) 16:18 L. Myngzhassarova (EQ) 19:59 K. Felzink (SH) 22:09 Saltanat Urpekbayewa (EQ) 24:22 L. Ibramigova (PP) 31:28 Saltanat Urpekbayewa (EQ) 34:59 K. M. Mihalcheon (EQ) 39:04 Saltanat Urpekbayewa (EQ) 43:18 L. Myngzhassarova (EQ) 46:38 K. M. Mihalcheon (EQ) 47:42 N. Filimonova (EQ) 58:18 K. M. Mihalcheon (EQ) 59:42 | (9:0, 5:0, 5:0) |            | Widzów: 65 Sędzia główny: Katarina Timglas Sędziowie liniowi: Ida Annestad Sintija Greiere |
| Godzina: 15:30 | 6 min. kar |                 | 8 min. kar | Widzów: 65 Sędzia główny: Katarina Timglas Sędziowie liniowi: Ida Annestad Sintija Greiere |

| 19 października 2013 | HSC Csíkszereda | 0:19 | Laima Riga | Ice Arena Liepājas Metalurgs, Lipawa |

| Szczegóły      | Szczegóły   | Szczegóły       | Szczegóły | Szczegóły                                                                                        |
| -------------- | ----------- | --------------- | --- | ------------------------------------------------------------------------------------------------ |
| Godzina: 19:00 |             | (0:7, 0:6, 0:6) | 04:36 (EQ) L. Hartmane 06:52 (EQ) I. Geca-Miljone 09:52 (EQ) Z. Apse 17:00 (EQ) L. Hartmane 18:23 (EQ) S. Agare 19:41 (EQ) I. Velugo 19:53 (EQ) A. Apsite 20:21 (EQ) I. Krumina 21:09 (EQ) A. Apsite 24:21 (EQ) I. Geca-Miljone 27:12 (EQ) A. Kublina 29:35 (EQ) I. Krumina 33:45 (EQ) I. Geca-Miljone 42:10 (EQ) A. K. Lagzdina 44:38 (EQ) I. Geca-Miljone 53:20 (EQ) S. Agare 54:27 (EQ) S. Zebere 58:01 (EQ) S. Agare 59:37 (EQ) A. K. Lagzdina | Widzów: 95 Sędzia główny: Tonje Iren Fallo Sędziowie liniowi: Marine Dinant Maria Rabyee Fuchsel |
| Godzina: 19:00 | 14 min. kar |                 | 0 min. kar | Widzów: 95 Sędzia główny: Tonje Iren Fallo Sędziowie liniowi: Marine Dinant Maria Rabyee Fuchsel |

| 20 października 2013 | Aisulu Ałmaty | 7:0 | HSC Csíkszereda | Ice Arena Liepājas Metalurgs, Lipawa |

| Szczegóły      | Szczegóły | Szczegóły       | Szczegóły  | Szczegóły                                                                                   |
| -------------- | --- | --------------- | ---------- | ------------------------------------------------------------------------------------------- |
| Godzina: 12:00 | O. Konysheva (EQ) 17:08 J. Legasse (EQ) 24:07 K. M. Mihalcheon (PP) 35:37 L. Ibramigova (EQ) 40:44 C. M. Sharun (EQ) 41:28 C. M. Sharun (EQ) 47:01 C. M. Sharun (EQ) 53:30 | (1:0, 2:0, 4:0) |            | Widzów: 60 Sędzia główny: Katarina Timglas Sędziowie liniowi: Marine Dinant Sintija Greiere |
| Godzina: 12:00 | 2 min. kar |                 | 8 min. kar | Widzów: 60 Sędzia główny: Katarina Timglas Sędziowie liniowi: Marine Dinant Sintija Greiere |

| 20 października 2013 | Laima Riga | 24:0 | Pantera Mińsk | Ice Arena Liepājas Metalurgs, Lipawa |

| Szczegóły      | Szczegóły | Szczegóły        | Szczegóły   | Szczegóły                                                                                     |
| -------------- | --- | ---------------- | ----------- | --------------------------------------------------------------------------------------------- |
| Godzina: 15:30 | I. Geca-Miljone (EQ) 01:39 I. Geca-Miljone (EQ) 04:42 L. Hartmane (PP) 12:34 I. Velugo (EQ) 14:09 A. Apsite (SH) 15:10 I. Geca-Miljone (SH) 16:51 A. Apsite (EQ) 22:17 I. Geca-Miljone (PP) 23:40 L. Hartmane (EQ) 24:10 A. K. Lagzdina (EQ) 25:39 I. Krumina (EQ) 31:32 I. Geca-Miljone (PP) 33:28 A. Apsite (EQ) 36:22 L. Hartmane (EQ) 36:29 I. Geca-Miljone (EQ) 39:42 I. Geca-Miljone (EQ) 39:55 Kitija Voitkevica (EQ) 40:14 A. Apsite (EQ) 41:45 A. K. Lagzdina (EQ) 46:06 L. Hartmane (PP) 49:50 I. Geca-Miljone (EQ) 50:04 A. Apsite (EQ) 52:56 Kitija Voitkevica (PP) 54:43 L. Hartmane (EQ) 55:48 | (6:0, 10:0, 8:0) |             | Widzów: 82 Sędzia główny: Maija Kontturi Sędziowie liniowi: Ida Annestad Maria Rabyee Fuchsel |
| Godzina: 15:30 | 8 min. kar |                  | 14 min. kar | Widzów: 82 Sędzia główny: Maija Kontturi Sędziowie liniowi: Ida Annestad Maria Rabyee Fuchsel |

Tabela

| Lp. | Zespół          | M | Pkt | Z | WpD | PpD | P | G+ | G- | +/- |
| --- | --------------- | - | --- | - | --- | --- | - | -- | -- | --- |
| 1   | Aisulu Ałmaty   | 3 | 9   | 3 | 0   | 0   | 0 | 29 | 0  | +29 |
| 2   | Laima Riga      | 3 | 6   | 2 | 0   | 0   | 1 | 43 | 3  | +40 |
| 3   | HSC Csíkszereda | 3 | 3   | 1 | 0   | 0   | 2 | 13 | 31 | -18 |
| 4   | Pantera Mińsk   | 3 | 0   | 0 | 0   | 0   | 3 | 5  | 56 | -51 |

W turnieju grupy B zwyciężyła drużyna Aisulu Ałmaty i uzyskała awans do drugiej rundy (Grupa F).

### Grupa C
Mecze I rundy grupy C odbyły się w dniach 18-20 października 2013 w Nowa Wieś Spiska na  Słowacji.
| 18 października 2013 | SK Karviná | 2:3 | Hvidovre IK | Zimný štadión, Nowa Wieś Spiska |

| Szczegóły      | Szczegóły                                      | Szczegóły       | Szczegóły                                                        | Szczegóły                                                                                   |
| -------------- | ---------------------------------------------- | --------------- | ---------------------------------------------------------------- | ------------------------------------------------------------------------------------------- |
| Godzina: 16:00 | V. Přibylová (SH) 02:40 M. Křupková (EQ) 58:40 | (1:0, 0:3, 1:0) | 20:33 (SH) J. Persson 26:14 (PP) J. Gregersen 37:27 (EQ) S. Glud | Widzów: 500 Sędzia główny: Elena Iwanowa Sędziowie liniowi: Jana Habanova Katarina Janikova |
| Godzina: 16:00 | 12 min. kar                                    |                 | 10 min. kar                                                      | Widzów: 500 Sędzia główny: Elena Iwanowa Sędziowie liniowi: Jana Habanova Katarina Janikova |

| 18 października 2013 | HC Nowa Wieś Spiska | 7:1 | TMH Polonia Bytom | Zimný štadión, Nowa Wieś Spiska |

| Szczegóły      | Szczegóły | Szczegóły       | Szczegóły             | Szczegóły                                                                                          |
| -------------- | --- | --------------- | --------------------- | -------------------------------------------------------------------------------------------------- |
| Godzina: 19:00 | P. Pravlikova (PP) 10:09 L. Srokova (EQ) 11:37 I. Klimasova (PP) 20:43 P. Jurcova (EQ) 31:14 M. Mikeskova (PP) 56:58 B. Kezmarska (PP) 59:01 P. Jurcova (PP) 59:59 | (2:1, 2:0, 3:0) | 15:29 (EQ) M. Czaplik | Widzów: 1000 Sędzia główny: Ulrike Winklmayer Sędziowie liniowi: Ivana Besedicova Tatiana Kasasova |
| Godzina: 19:00 | 39 min. kar |                 | 26 min. kar           | Widzów: 1000 Sędzia główny: Ulrike Winklmayer Sędziowie liniowi: Ivana Besedicova Tatiana Kasasova |

| 19 października 2013 | TMH Polonia Bytom | 2:9 | SK Karviná | Zimný štadión, Nowa Wieś Spiska |

| Szczegóły      | Szczegóły                                      | Szczegóły       | Szczegóły | Szczegóły                                                                                     |
| -------------- | ---------------------------------------------- | --------------- | --- | --------------------------------------------------------------------------------------------- |
| Godzina: 16:00 | K. Poźniewska (EQ) 26:16 M. Czaplik (SH) 32:42 | (0:7, 2:2, 0:0) | 01:28 (EQ) D. Navrátilová 01:28 (EQ) E. Kosellková 09:38 (EQ) M. Křupková 11:33 (EQ) V. Přibylová 14:55 (EQ) V. Přibylová 17:27 (EQ) M. Křupková 18:48 (EQ) S. Sadílková 25:21 (EQ) M. Křupková 26:50 (EQ) V. Přibylová | Widzów: 521 Sędzia główny: Zuzana Findurova Sędziowie liniowi: Jana Habanova Tatiana Kasasova |
| Godzina: 16:00 | 16 min. kar                                    |                 | 6 min. kar | Widzów: 521 Sędzia główny: Zuzana Findurova Sędziowie liniowi: Jana Habanova Tatiana Kasasova |

| 19 października 2013 | Hvidovre IK | 4:3 | HC Nowa Wieś Spiska | Zimný štadión, Nowa Wieś Spiska |

| Szczegóły      | Szczegóły                                                                                          | Szczegóły       | Szczegóły                                                          | Szczegóły                                                                                        |
| -------------- | -------------------------------------------------------------------------------------------------- | --------------- | ------------------------------------------------------------------ | ------------------------------------------------------------------------------------------------ |
| Godzina: 19:00 | C. Soendergaard (EQ) 44:51 J. Gregersen (EQ) 46:39 L. Bjerregaard (PP) 51:55 J. Persson (EQ) 58:58 | (1:0, 0:0, 2:4) | 06:01 (EQ) E. Toth 52:09 (EQ) M. Velickova 56:50 (EQ) M. Velickova | Widzów: 1 002 Sędzia główny: Elena Iwanowa Sędziowie liniowi: Katarina Janikova Ivana Besedicova |
| Godzina: 19:00 | 26 min. kar                                                                                        |                 | 10 min. kar                                                        | Widzów: 1 002 Sędzia główny: Elena Iwanowa Sędziowie liniowi: Katarina Janikova Ivana Besedicova |

| 20 października 2013 | TMH Polonia Bytom | 2:5 | Hvidovre IK | Zimný štadión, Nowa Wieś Spiska |

| Szczegóły      | Szczegóły                                         | Szczegóły       | Szczegóły                                                                                                   | Szczegóły                                                                                         |
| -------------- | ------------------------------------------------- | --------------- | --- | ------------------------------------------------------------------------------------------------- |
| Godzina: 16:00 | K. Poźniewska (EQ) 19:21 K. Poźniewska (EQ) 26:23 | (1:0, 1:2, 0:3) | 33:49 (EQ) J. Gregersen 34:44 (EQ) J. Kuch 44:14 (EQ) L. Bjerregaard 51:01 (SH) S. Glud 59:17 (EQ) L. Ernst | Widzów: 200 Sędzia główny: Zuzana Findurova Sędziowie liniowi: Katarina Janikova Ivana Besedicova |
| Godzina: 16:00 | 10 min. kar                                       |                 | 51 min. kar                                                                                                 | Widzów: 200 Sędzia główny: Zuzana Findurova Sędziowie liniowi: Katarina Janikova Ivana Besedicova |

| 20 października 2013 | HC Nowa Wieś Spiska | 5:3 | SK Karviná | Zimný štadión, Nowa Wieś Spiska |

| Szczegóły      | Szczegóły | Szczegóły       | Szczegóły                                                             | Szczegóły                                                                                      |
| -------------- | --- | --------------- | --------------------------------------------------------------------- | ---------------------------------------------------------------------------------------------- |
| Godzina: 19:00 | M. Mikeskova (PP) 25:34 A. Surakova (PP) 32:53 M. Velickova (PP) 38:17 M. Velickova (PP) 48:27 M. Velickova (ENG) 59:23 | (0:1, 3:1, 2:1) | 08:00 (EQ) R. Kytkova 20:40 (SH) V. Přibylová 59:46 (PP) K. Kaplanova | Widzów: 521 Sędzia główny: Ulrike Winklmayer Sędziowie liniowi: Jana Habanova Tatiana Kasasova |
| Godzina: 19:00 | 16 min. kar |                 | 16 min. kar                                                           | Widzów: 521 Sędzia główny: Ulrike Winklmayer Sędziowie liniowi: Jana Habanova Tatiana Kasasova |

Tabela

| Lp. | Zespół              | M | Pkt | Z | WpD | PpD | P | G+ | G- | +/- |
| --- | ------------------- | - | --- | - | --- | --- | - | -- | -- | --- |
| 1   | Hvidovre IK         | 3 | 9   | 3 | 0   | 0   | 0 | 12 | 7  | +5  |
| 2   | HC Nowa Wieś Spiska | 3 | 6   | 2 | 0   | 0   | 1 | 15 | 8  | +7  |
| 3   | SK Karviná          | 3 | 3   | 1 | 0   | 0   | 2 | 14 | 10 | +4  |
| 4   | TMH Polonia Bytom   | 3 | 0   | 0 | 0   | 0   | 3 | 5  | 21 | -16 |

W turnieju grupy C zwyciężyła drużyna Hvidovre IK i uzyskała awans do drugiej rundy (Grupa E).

### Grupa D
Mecze I rundy grupy D odbyły się w dniach 18-20 października 2013 w Mariborze w  Słowenii.
| 18 października 2013 | Bolzano Eagles | 4:3 pd. | Vasas SC | Ledna dvorana Tabor, Maribor |

| Szczegóły      | Szczegóły                                                                                                | Szczegóły            | Szczegóły                                                        | Szczegóły                                                                           |
| -------------- | --- | -------------------- | ---------------------------------------------------------------- | ----------------------------------------------------------------------------------- |
| Godzina: 15:00 | M. Angeloni (PP) 04:47 C. Furlani (PP) 22:46 A. de la Forest de Divonne (PP) 34:47 C. Furlani (EQ) 64:13 | (1:0, 2:2, 0:1, 1:0) | 23:32 (PP) B. Nemeth 33:58 (EQ) Z. Gottlibet 40:45 (SH) R. Ungar | Widzów: 104 Sędzia główny: Jana Zueva Sędziowie liniowi: Natasa Pagon Harriet Weegh |
| Godzina: 15:00 | 20 min. kar                                                                                              |                      | 28 min. kar                                                      | Widzów: 104 Sędzia główny: Jana Zueva Sędziowie liniowi: Natasa Pagon Harriet Weegh |

| 18 października 2013 | HK Maribor | 1:6 | EHV Sabres Vienne | Ledna dvorana Tabor, Maribor |

| Szczegóły      | Szczegóły           | Szczegóły       | Szczegóły | Szczegóły                                                                                       |
| -------------- | ------------------- | --------------- | --- | ----------------------------------------------------------------------------------------------- |
| Godzina: 19:00 | T. Lepir (EQ) 56:01 | (0:2, 0:3, 1:1) | 06:45 (EQ) P. Pren 15:40 (EQ) K. Dosdall 27:11 (EQ) V. Bettarini 28:16 (EQ) A. Meixner 30:33 (PP) P. Pren 54:03 (PP) K. Dosdall | Widzów: 214 Sędzia główny: Deana Cuglietta Sędziowie liniowi: Nikola Dvorakova Tereza Streitova |
| Godzina: 19:00 | 10 min. kar         |                 | 4 min. kar | Widzów: 214 Sędzia główny: Deana Cuglietta Sędziowie liniowi: Nikola Dvorakova Tereza Streitova |

| 19 października 2013 | EHV Sabres Vienne | 5:2 | Bolzano Eagles | Ledna dvorana Tabor, Maribor |

| Szczegóły      | Szczegóły                                                                                                   | Szczegóły       | Szczegóły                                   | Szczegóły                                                                                   |
| -------------- | --- | --------------- | ------------------------------------------- | ------------------------------------------------------------------------------------------- |
| Godzina: 15:00 | P. Pren (EQ) 14:13 A. Meixner (EQ) 29:13 R. Boulton (PP) 45:10 A. Meixner (PP) 53:52 A. Meixner (ENG) 59:03 | (1:1, 1:0, 3:1) | 10:58 (EQ) E. Dalpra 56:49 (PP) D. da Rugna | Widzów: 111 Sędzia główny: Michaela Kiefer Sędziowie liniowi: Natasa Pagon Tereza Streitova |
| Godzina: 15:00 | 26 min. kar                                                                                                 |                 | 26 min. kar                                 | Widzów: 111 Sędzia główny: Michaela Kiefer Sędziowie liniowi: Natasa Pagon Tereza Streitova |

| 19 października 2013 | Vasas SC | 1:0 | HK Maribor | Ledna dvorana Tabor, Maribor |

| Szczegóły      | Szczegóły            | Szczegóły       | Szczegóły   | Szczegóły                                                                               |
| -------------- | -------------------- | --------------- | ----------- | --------------------------------------------------------------------------------------- |
| Godzina: 19:00 | B. Nemeth (PP) 09:25 | (1:0, 0:0, 0:0) |             | Widzów: 210 Sędzia główny: Jana Zueva Sędziowie liniowi: Nikola Dvorakova Harriet Weegh |
| Godzina: 19:00 | 10 min. kar          |                 | 14 min. kar | Widzów: 210 Sędzia główny: Jana Zueva Sędziowie liniowi: Nikola Dvorakova Harriet Weegh |

| 20 października 2013 | Vasas SC | 0:14 | EHV Sabres Vienne | Ledna dvorana Tabor, Maribor |

| Szczegóły      | Szczegóły   | Szczegóły        | Szczegóły | Szczegóły                                                                                       |
| -------------- | ----------- | ---------------- | --- | ----------------------------------------------------------------------------------------------- |
| Godzina: 13:00 |             | (0:1, 0:10, 0:3) | 17:35 (EQ) A. Meixner 20:11 (PP) K. Spurling 23:47 (PP) E. Kantor 25:16 (PP) A. Meixner 26:43 (PP) A. Meixner 27:06 (PP) R. Boulton 28:03 (EQ) K. Spurling 29:34 (EQ) K. Dosdall 34:02 (EQ) N. Granitz 34:49 (SH) E. Kantor 39:33(EQ) K. Dosdall 47:51 (EQ) R. Boulton 50:15 (EQ) K. Dosdall 52:38 (EQ) K. Spurling | Widzów: 125 Sędzia główny: Deana Cuglietta Sędziowie liniowi: Nikola Dvorakova Tereza Streitova |
| Godzina: 13:00 | 39 min. kar |                  | 4 min. kar | Widzów: 125 Sędzia główny: Deana Cuglietta Sędziowie liniowi: Nikola Dvorakova Tereza Streitova |

| 20 października 2013 | HK Maribor | 0:12 | Bolzano Eagles | Ledna dvorana Tabor, Maribor |

| Szczegóły      | Szczegóły  | Szczegóły       | Szczegóły | Szczegóły                                                                                |
| -------------- | ---------- | --------------- | --- | ---------------------------------------------------------------------------------------- |
| Godzina: 17:00 |            | (0:7, 0:3, 0:2) | 01:08 (EQ) C. Saletta 01:16 (EQ) D. da Rugna 03:08 (EQ) B. Larger 04:14 (EQ) A. de la Forest de Divonne 04:55 (EQ) A. de la Forest de Divonne 16:32 (EQ) E. Dalpra 17:20 (EQ) E. Dalpra 25:19 (EQ) C. Saletta 33:36 (PP) E. Dalpra 35:46 (EQ) C. Saletta 44:33 (EQ) B. Larger 49:46 (EQ) M. Angeloni | Widzów: 234 Sędzia główny: Michaela Kiefer Sędziowie liniowi: Natasa Pagon Harriet Weegh |
| Godzina: 17:00 | 8 min. kar |                 | 4 min. kar | Widzów: 234 Sędzia główny: Michaela Kiefer Sędziowie liniowi: Natasa Pagon Harriet Weegh |

Tabela

| Lp. | Zespół            | M | Pkt | Z | WpD | PpD | P | G+ | G- | +/- |
| --- | ----------------- | - | --- | - | --- | --- | - | -- | -- | --- |
| 1   | EHV Sabres Vienne | 3 | 9   | 3 | 0   | 0   | 0 | 25 | 3  | +22 |
| 2   | Bolzano Eagles    | 3 | 6   | 1 | 1   | 0   | 1 | 18 | 8  | +10 |
| 3   | Vasas SC          | 3 | 3   | 1 | 0   | 1   | 1 | 4  | 18 | -14 |
| 4   | HK Maribor        | 3 | 0   | 0 | 0   | 0   | 3 | 1  | 19 | -18 |

W turnieju grupy D zwyciężyła drużyna EHV Sabres Vienne i uzyskała awans do drugiej rundy (Grupa F).

## II Runda

### Grupa E
Mecze II rundy grupy E odbyły się w dniach 6-8 grudnia 2013 w Bad Tölz w  Niemczech.
| 6 grudnia 2013 | Hvidovre IK | 4:9 | ESC Planegg | Hacker-Pschorr-Arena, Bad Tölz |

| Szczegóły      | Szczegóły                                                                                   | Szczegóły       | Szczegóły | Szczegóły                                                                                      |
| -------------- | ------------------------------------------------------------------------------------------- | --------------- | --- | ---------------------------------------------------------------------------------------------- |
| Godzina: 12:00 | S. Glud (PP) 05:28 J. Persson (EQ) 25:49 J. Gregersen (PS) 30:16 C. Soendergaard (EQ) 31:55 | (1:4, 3:1, 0:4) | 00:59 (EQ) B. Ammerman 01:15 (EQ) K. Ketcher 03:12 (EQ) B. Ammerman 14:54 (EQ) K. Lehmann 23:03 (PP) B. Ammerman 44:15 (PP) B. Evers 49:25 (EQ) J. Zorn 50:51 (EQ) K. Ketcher 55:27 (EQ) J. Zorn | Widzów: 100 Sędzia główny: Radka Ruzickova Sędziowie liniowi: Melanie Baijer Alexandra Klaffki |
| Godzina: 12:00 | 4 min. kar                                                                                  |                 | 12 min. kar | Widzów: 100 Sędzia główny: Radka Ruzickova Sędziowie liniowi: Melanie Baijer Alexandra Klaffki |

| 6 grudnia 2013 | HK Tornado | 10:2 | ZSC Lions | Hacker-Pschorr-Arena, Bad Tölz |

| Szczegóły      | Szczegóły | Szczegóły       | Szczegóły                                  | Szczegóły                                                                                |
| -------------- | --- | --------------- | ------------------------------------------ | ---------------------------------------------------------------------------------------- |
| Godzina: 15:00 | G. Skiba (EQ) 02:48 J. Smolencewa (EQ) 12:45 K. Steadman (EQ) 14:41 O. Permiakowa (PP) 27:23 A. Szokina (EQ) 28:33 O. Permiakowa (PP) 30:09 G. Skiba (EQ) 33:03 K. Steadman (EQ) 35:56 M. Sergina (EQ) 37:35 T. Burina (PP) 38:56 | (3:1, 7:0, 0:1) | 12:10 (PP) A. Taylor 57:30 (PP) L. Altmann | Widzów: 100 Sędzia główny: Gabriella Gran Sędziowie liniowi: Daniela Kiefer Diana Pencun |
| Godzina: 15:00 | 16 min. kar |                 | 16 min. kar                                | Widzów: 100 Sędzia główny: Gabriella Gran Sędziowie liniowi: Daniela Kiefer Diana Pencun |

| 7 grudnia 2013 | HK Tornado | 12:1 | Hvidovre IK | Hacker-Pschorr-Arena, Bad Tölz |

| Szczegóły      | Szczegóły | Szczegóły       | Szczegóły                  | Szczegóły                                                                            |
| -------------- | --- | --------------- | -------------------------- | ------------------------------------------------------------------------------------ |
| Godzina: 13:00 | A. Szokina (EQ) 01:42 T. Burina (EQ) 03:00 A. Szokina (EQ) 06:39 G. Skiba (EQ) 12:43 J. Smolencewa (EQ) 17:42 I. Gawriłowa (EQ) 24:38 M. Sergina (EQ) 30:00 G. Skiba (PP) 35:17 G. Skiba (EQ) 39:09 I. Gawriłowa (EQ) 44:07 I. Gawriłowa (EQ) 47:40 J. Smolencewa (EQ) 53:23 | (5:0, 4:0, 3:1) | 50:32 (EQ) C. Soendergaard | Widzów: 100 Sędzia główny: Ceci Morris Sędziowie liniowi: Melanie Bauer Diana Pencun |
| Godzina: 13:00 | 6 min. kar |                 | 8 min. kar                 | Widzów: 100 Sędzia główny: Ceci Morris Sędziowie liniowi: Melanie Bauer Diana Pencun |

| 7 grudnia 2013 | ESC Planegg | 3:1 | ZSC Lions | Hacker-Pschorr-Arena, Bad Tölz |

| Szczegóły      | Szczegóły                                                                 | Szczegóły       | Szczegóły            | Szczegóły                                                                                     |
| -------------- | ------------------------------------------------------------------------- | --------------- | -------------------- | --------------------------------------------------------------------------------------------- |
| Godzina: 16:30 | B. Ammerman (EQ) 21:34 B. Ammerman (EQ) 37:50 S. Kratzer (EQ) (ENG) 59:52 | (0:1, 2:0, 1:0) | 15:25 (EQ) A. Taylor | Widzów: 100 Sędzia główny: Gabriella Gran Sędziowie liniowi: Daniela Kiefer Alexandra Klaffki |
| Godzina: 16:30 | 10 min. kar                                                               |                 | 39 min. kar          | Widzów: 100 Sędzia główny: Gabriella Gran Sędziowie liniowi: Daniela Kiefer Alexandra Klaffki |

| 8 grudnia 2013 | ZSC Lions | 3:1 | Hvidovre IK | Hacker-Pschorr-Arena, Bad Tölz |

| Szczegóły      | Szczegóły                                                         | Szczegóły       | Szczegóły               | Szczegóły                                                                                     |
| -------------- | ----------------------------------------------------------------- | --------------- | ----------------------- | --------------------------------------------------------------------------------------------- |
| Godzina: 11:15 | Ch. Huni (EQ) 14:14 K. Nabholz (EQ0 29:32 B. Fernandez (EQ) 31:41 | (1:0, 2:0, 0:1) | 49:56 (EQ) J. Gregersen | Widzów: 100 Sędzia główny: Radka Ruzickova Sędziowie liniowi: Melanie Bauer Alexandra Klaffki |
| Godzina: 11:15 | 22 min. kar                                                       |                 | 10 min. kar             | Widzów: 100 Sędzia główny: Radka Ruzickova Sędziowie liniowi: Melanie Bauer Alexandra Klaffki |

| 8 grudnia 2013 | ESC Planegg | 0:5 | HK Tornado | Hacker-Pschorr-Arena, Bad Tölz |

| Szczegóły      | Szczegóły   | Szczegóły       | Szczegóły | Szczegóły                                                                             |
| -------------- | ----------- | --------------- | --- | ------------------------------------------------------------------------------------- |
| Godzina: 15:00 |             | (0:2, 0:1, 0:2) | 05:55 (EQ) I. Gawriłowa 17:58 (EQ) Z. Połunina 31:43 (SH) I. Gawriłowa 42:33 (EQ) I. Gawriłowa 43:14 (EQ) Z. Połunina | Widzów: 250 Sędzia główny: Ceci Morris Sędziowie liniowi: Daniela Kiefer Diana Pencun |
| Godzina: 15:00 | 10 min. kar |                 | 18 min. kar | Widzów: 250 Sędzia główny: Ceci Morris Sędziowie liniowi: Daniela Kiefer Diana Pencun |

Tabela

| Lp. | Zespół      | M | Pkt | Z | WpD | PpD | P | G+ | G- | +/- |
| --- | ----------- | - | --- | - | --- | --- | - | -- | -- | --- |
| 1   | HK Tornado  | 3 | 9   | 3 | 0   | 0   | 0 | 27 | 3  | +24 |
| 2   | ESC Planegg | 3 | 6   | 2 | 0   | 0   | 1 | 12 | 10 | +2  |
| 3   | ZSC Lions   | 3 | 3   | 1 | 0   | 0   | 2 | 6  | 14 | -8  |
| 4   | Hvidovre IK | 3 | 0   | 0 | 0   | 0   | 3 | 6  | 24 | -18 |

W turnieju grupy E zwyciężyła drużyna HK Tornado i uzyskała awans do superfinału.

### Grupa F
Mecze II rundy grupy F odbyły się w dniach 6-8 grudnia 2013 w Lohja w  Finlandii.
| 6 grudnia 2013 | Aisulu Ałmaty | 1:2 | EHV Sabres Vienne | Kisakallio Arena, Lohja |

| Szczegóły      | Szczegóły                 | Szczegóły       | Szczegóły                                   | Szczegóły                                                                                     |
| -------------- | ------------------------- | --------------- | ------------------------------------------- | --------------------------------------------------------------------------------------------- |
| Godzina: 13:30 | R. Cruickshank (PP) 52:59 | (0:2, 0:0, 1:0) | 02:57 (EQ) A. Meixner 19:30 (SH) A. Meixner | Widzów: 32 Sędzia główny: Henna Aberg Sędziowie liniowi: Henna-maria Koivuluoma Linnea Sainio |
| Godzina: 13:30 | 8 min. kar                |                 | 8 min. kar                                  | Widzów: 32 Sędzia główny: Henna Aberg Sędziowie liniowi: Henna-maria Koivuluoma Linnea Sainio |

| 6 grudnia 2013 | Espoo Blues | 3:6 | AIK IF | Kisakallio Arena, Lohja |

| Szczegóły      | Szczegóły                                                          | Szczegóły       | Szczegóły | Szczegóły                                                                                       |
| -------------- | ------------------------------------------------------------------ | --------------- | --- | ----------------------------------------------------------------------------------------------- |
| Godzina: 15:00 | L. Valimaki (EQ) 10:43 A. Rajahuhta (EQ) 21:32 E. Terho (PP) 55:24 | (1:2, 1:3, 1:1) | 07:48 (EQ) E. Berggren 14:51 (EQ) H. Martinsen 20:57 (EQ) G. Blom 29:15 (EQ) H. Martinsen 37:07 (EQ) L. Johansson 52:41 (EQ) L. Bialik | Widzów: 112 Sędzia główny: Maria Zemiakova Sędziowie liniowi: Jenni Jaatinen Johanna Tauriainen |
| Godzina: 15:00 | 10 min. kar                                                        |                 | 14 min. kar | Widzów: 112 Sędzia główny: Maria Zemiakova Sędziowie liniowi: Jenni Jaatinen Johanna Tauriainen |

| 7 grudnia 2013 | AIK IF | 3:0 | Aisulu Ałmaty | Kisakallio Arena, Lohja |

| Szczegóły      | Szczegóły                                                             | Szczegóły       | Szczegóły   | Szczegóły                                                                             |
| -------------- | --------------------------------------------------------------------- | --------------- | ----------- | ------------------------------------------------------------------------------------- |
| Godzina: 13:30 | E. Alasalmi (SH) 01:27 E. Alasalmi (PP) 33:11 L. Hedengren (EQ) 46:20 | (1:0, 1:0, 1:0) |             | Widzów: 62 Sędzia główny: Henna Aberg Sędziowie liniowi: Jenni Jaatinen Linnea Sainio |
| Godzina: 13:30 | 16 min. kar                                                           |                 | 18 min. kar | Widzów: 62 Sędzia główny: Henna Aberg Sędziowie liniowi: Jenni Jaatinen Linnea Sainio |

| 7 grudnia 2013 | EHV Sabres Vienne | 4:5 | Espoo Blues | Kisakallio Arena, Lohja |

| Szczegóły      | Szczegóły                                                                          | Szczegóły       | Szczegóły | Szczegóły                                                                                            |
| -------------- | ---------------------------------------------------------------------------------- | --------------- | --- | --- |
| Godzina: 18:30 | K. Spurling (EQ) 00:50 S. Hunt (EQ) 05:01 A. Meixner (PP) 36:54 S. Hunt (PP) 44:11 | (2:1, 1:3, 1:1) | 09:04 (PP) E. Nuutinen 24:19 (EQ) E. Nuutinen 34:46 (PP) E. Nuutinen 39:09 (EQ) E. Nuutinen 47:59 (EQ) M. Huhta | Widzów: 111 Sędzia główny: Ramona Weiss Sędziowie liniowi: Henna-maria Koivuluoma Johanna Tauriainen |
| Godzina: 18:30 | 8 min. kar                                                                         |                 | 6 min. kar | Widzów: 111 Sędzia główny: Ramona Weiss Sędziowie liniowi: Henna-maria Koivuluoma Johanna Tauriainen |

| 8 grudnia 2013 | AIK IF | 1:0 | EHV Sabres Vienne | Kisakallio Arena, Lohja |

| Szczegóły      | Szczegóły                     | Szczegóły       | Szczegóły   | Szczegóły                                                                                  |
| -------------- | ----------------------------- | --------------- | ----------- | ------------------------------------------------------------------------------------------ |
| Godzina: 13:30 | L. Johansson (EQ) (ENG) 59:37 | (0:0, 0:0, 1:0) |             | Widzów: 74 Sędzia główny: Ramona Weiss Sędziowie liniowi: Linnea Sainio Johanna Tauriainen |
| Godzina: 13:30 | 2 min. kar                    |                 | 12 min. kar | Widzów: 74 Sędzia główny: Ramona Weiss Sędziowie liniowi: Linnea Sainio Johanna Tauriainen |

| 8 grudnia 2013 | Espoo Blues | 4:1 | Aisulu Ałmaty | Kisakallio Arena, Lohja |

| Szczegóły      | Szczegóły                                                                              | Szczegóły       | Szczegóły               | Szczegóły                                                                                           |
| -------------- | -------------------------------------------------------------------------------------- | --------------- | ----------------------- | --------------------------------------------------------------------------------------------------- |
| Godzina: 15:00 | E. Terho (PP) 29:52 E. Terho (EQ) 33:19 L. Valimaki (EQ) 44:02 E. Jakipelto (PP) 53:14 | (0:1, 2:0, 2:0) | 04:27 (PP2) Z. Tuntiewa | Widzów: 102 Sędzia główny: Maria Zemiakova Sędziowie liniowi: Jenni Jaatinen Henna-maria Koivuluoma |
| Godzina: 15:00 | 16 min. kar                                                                            |                 | 14 min. kar             | Widzów: 102 Sędzia główny: Maria Zemiakova Sędziowie liniowi: Jenni Jaatinen Henna-maria Koivuluoma |

Tabela

| Lp. | Zespół            | M | Pkt | Z | WpD | PpD | P | G+ | G- | +/- |
| --- | ----------------- | - | --- | - | --- | --- | - | -- | -- | --- |
| 1   | AIK IF            | 3 | 9   | 3 | 0   | 0   | 0 | 10 | 3  | +7  |
| 2   | Espoo Blues       | 3 | 6   | 2 | 0   | 0   | 1 | 12 | 11 | +1  |
| 3   | EHV Sabres Vienne | 3 | 3   | 1 | 0   | 0   | 2 | 6  | 7  | -1  |
| 4   | Aisulu Ałmaty     | 3 | 0   | 0 | 0   | 0   | 3 | 2  | 9  | -7  |

W turnieju grupy F zwyciężyła drużyna AIK IF i uzyskała awans do superfinału.

## Superfinał

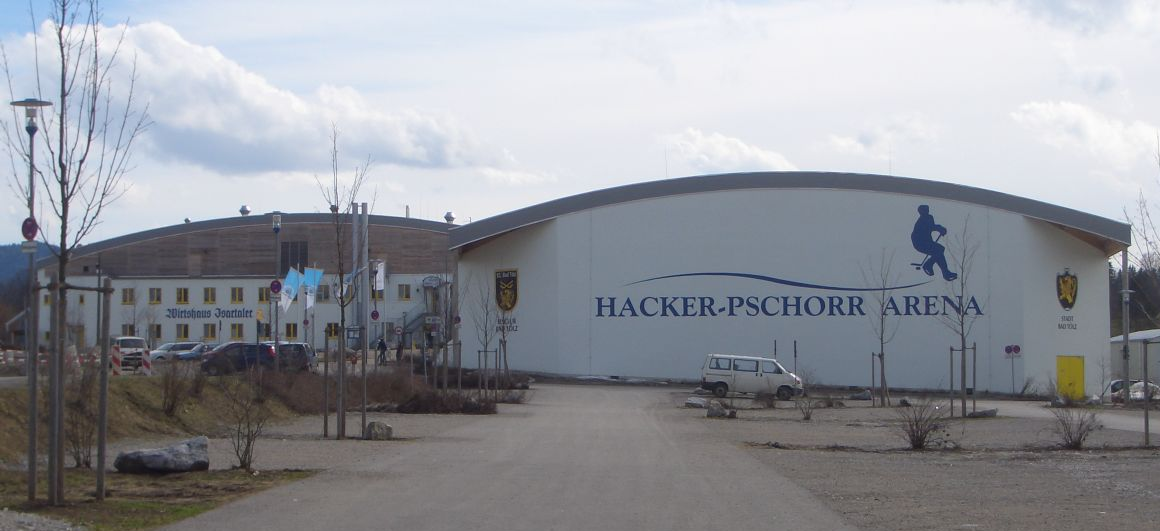
Hacker-Pschorr-Arena

Turniej finałowy Pucharu Europy, czyli Superfinał rozegrany został w niemieckim mieście Bad Tölz w hali Hacker-Pschorr-Arena w dniach 14-16 marca 2014. Turniej finałowy został po raz drugi w historii rozegrany w Niemczech, lecz pierwszy raz w Bad Tölz.
Tabela

| Lp. | Zespół      | M | Pkt | Z | WpD | PpD | P | G+ | G- | +/- |
| --- | ----------- | - | --- | - | --- | --- | - | -- | -- | --- |
| 1   | HK Tornado  | 3 | 9   | 3 | 0   | 0   | 0 | 13 | 2  | +11 |
| 2   | AIK IF      | 3 | 4   | 1 | 0   | 1   | 1 | 7  | 11 | -4  |
| 3   | Espoo Blues | 3 | 3   | 1 | 0   | 0   | 2 | 5  | 7  | -2  |
| 4   | ESC Planegg | 3 | 2   | 0 | 1   | 0   | 2 | 5  | 10 | -5  |

| 14 marca 2014 | Espoo Blues | 3:1 | ESC Planegg | Hacker-Pschorr-Arena, Bad Tölz |

| Szczegóły      | Szczegóły                                                      | Szczegóły       | Szczegóły               | Szczegóły                                   |
| -------------- | -------------------------------------------------------------- | --------------- | ----------------------- | ------------------------------------------- |
| Godzina: 11:40 | N. Tulus (PP) 06:48 N. Tulus (PS) 15:27 E. Nuutinen (EQ) 33:25 | (2:1, 1:0, 0:0) | 10:22 (EQ) Y. Rothemund | Widzów: 100 Sędzia główny: Zuzana Findurová |
| Godzina: 11:40 | 8 min. kar                                                     |                 | 8 min. kar              | Widzów: 100 Sędzia główny: Zuzana Findurová |

| 14 marca 2014 | HK Tornado | 6:1 | AIK IF | Hacker-Pschorr-Arena, Bad Tölz |

| Szczegóły      | Szczegóły   | Szczegóły       | Szczegóły   | Szczegóły                                |
| -------------- | ----------- | --------------- | ----------- | ---------------------------------------- |
| Godzina: 15:00 |             | (3:0, 3:1, 0:0) |             | Widzów: 150 Sędzia główny: Marie Picavet |
| Godzina: 15:00 | 16 min. kar |                 | 16 min. kar | Widzów: 150 Sędzia główny: Marie Picavet |

| 15 marca 2014 | HK Tornado | 3:1 | Espoo Blues | Hacker-Pschorr-Arena, Bad Tölz |

| Szczegóły      | Szczegóły  | Szczegóły       | Szczegóły  | Szczegóły                                   |
| -------------- | ---------- | --------------- | ---------- | ------------------------------------------- |
| Godzina: 13:35 |            | (0:0, 0:0, 3:1) |            | Widzów: 150 Sędzia główny: Zuzana Findurová |
| Godzina: 13:35 | 6 min. kar |                 | 8 min. kar | Widzów: 150 Sędzia główny: Zuzana Findurová |

| 15 marca 2014 | ESC Planegg | 4:3 pk. | AIK IF | Hacker-Pschorr-Arena, Bad Tölz |

| Szczegóły      | Szczegóły   | Szczegóły                 | Szczegóły   | Szczegóły                                 |
| -------------- | ----------- | ------------------------- | ----------- | ----------------------------------------- |
| Godzina: 16:50 |             | (0:1, 2:0, 1:2, 0:0, 1:0) |             | Widzów: 300 Sędzia główny: Kendall Hanley |
| Godzina: 16:50 | 18 min. kar |                           | 20 min. kar | Widzów: 300 Sędzia główny: Kendall Hanley |

| 16 marca 2014 | AIK IF | 3:1 | Espoo Blues | Hacker-Pschorr-Arena, Bad Tölz |

| Szczegóły      | Szczegóły                                                                    | Szczegóły       | Szczegóły               | Szczegóły                                 |
| -------------- | ---------------------------------------------------------------------------- | --------------- | ----------------------- | ----------------------------------------- |
| Godzina: 11:15 | L. Johansson (EQ) 53:10 M. Löwenhielm (PP) 57:22 H. Martinsen (EN, EQ) 59:12 | (0:0, 0:1, 3:0) | 39:59 (EQ) A. Rajahuhta | Widzów: 150 Sędzia główny: Kendall Hanley |
| Godzina: 11:15 | 18 min. kar                                                                  |                 | 16 min. kar             | Widzów: 150 Sędzia główny: Kendall Hanley |

| 16 marca 2014 | ESC Planegg | 0:4 | HK Tornado | Hacker-Pschorr-Arena, Bad Tölz |

| Szczegóły      | Szczegóły   | Szczegóły       | Szczegóły   | Szczegóły                                |
| -------------- | ----------- | --------------- | ----------- | ---------------------------------------- |
| Godzina: 14:45 |             | (0:1, 0:2, 0:1) |             | Widzów: 250 Sędzia główny: Marie Picavet |
| Godzina: 14:45 | 20 min. kar |                 | 16 min. kar | Widzów: 250 Sędzia główny: Marie Picavet |

Statystyki indywidualne
- Klasyfikacja strzelców:  Kelley Steadman (HK Tornado) – 5 goli[1]
- Klasyfikacja asystentów:  Olga Permjakowa (HK Tornado) – 4 asysty[2]
- Klasyfikacja kanadyjska:  Kelley Steadman (HK Tornado) – 6 punktów[3]
- Klasyfikacja skuteczności interwencji bramkarzy:  Zuzana Tomčíková (HK Tornado) – 96,5%[4]

Nagrody indywidualne
Dyrektoriat turnieju wybrał trójkę najlepszych zawodników na każdej pozycji:
- Bramkarka:  Zuzana Tomčíková (HK Tornado)
- Obrończyni:  Kathrin Lehmann (ESC Planegg)
- Napastniczka:  Kelley Steadman (HK Tornado)